# Медівник серамський
Медівни́к серамський (Philemon subcorniculatus) — вид горобцеподібних птахів родини медолюбових (Meliphagidae). Ендемік Індонезії. Серамський медівник є найбільшим представником родини медолюбових.

## Поширення і екологія
Серамські медівники є ендеміками острова Серам. Вони живуть у вологих рівнинних тропічних лісах і мангрових лісах. Зустрічаються на висоті до 1100 м над рівнем моря.